# Chiesa di Santa Maria del Carmine (Parma)
La chiesa di Santa Maria del Carmelo (popolarmente Carmine), o della Natività o dei Carmelitani dell'antica osservanza, è un luogo di culto cattolico sconsacrato dalle forme gotiche, situato in via Eleonora Duse, a ridosso del Lungoparma, a Parma, nell'omonima provincia. Costruita alla fine del XIII secolo per i frati Carmelitani, dopo la soppressione napoleonica dei conventi decisa nel 1810 fu utilizzata in svariati modi, ma incauti restauri successivi comportarono il crollo della facciata e delle prime tre campate; finalmente restaurata, dal 2008 è sede dell'auditorium del Carmine, annesso all'adiacente Conservatorio di Parma.

## Storia
La chiesa e il convento attiguo vengono fondati negli ultimi anni del Duecento: l'edificio presentava quindi elementi d'impianto in stile gotico, a tre navate da otto campate. I primi restauri vengono eseguiti nella seconda metà del Quattrocento e, in quell'occasione, gli interni vengono largamente affrescati, mentre alla fine del Cinquecento la facciata viene ricostruita in stile barocco. Nel 1810, allo stesso modo di altri conventi in città, anche il convento dei carmelitani viene sequestrato e incamerato fra i beni demaniali. La chiesa passa immediatamente ad usi profani, che causano diversi incendi, nel 1855, 1857 e 1897. Successivamente viene utilizzata dall'Archivio di Stato come deposito, mentre il convento viene trasformato nel Conservatorio "Arrigo Boito".
Nel 1910 ebbero inizio incauti lavori di restauro per trasformare l'edificio in sala da concerto del Conservatorio. Questi lavori furono però interrotti dopo pochi mesi dichiaratamente per motivi economici e riavviati nel 1913 senza un adeguato accertamento statico, che comportò il crollo di una parte cospicua delle prime tre campate; come conseguenza la facciata venne definitivamente demolita e, assieme ad essa, interamente le prime tre campate coinvolte nel crollo. La facciata venne ricostruita poi su un arbitrario disegno di Laudedeo Testi, di fatto accorciando la chiesa verso sud. Durante i lavori si scoprì che la lastra tombale settentesca di Giovambattista Cicognara era in origine una delle tre lastre scolpite da Benedetto Antelami per l'ambone del Duomo di Parma: la parte inferiore infatti, raffigurava una Maiestas Domini scalpellata per migliorare l'adesione al terreno, e con proporzioni, misure e una cornice niellata uguali alla Deposizione del Duomo. Una volta terminati i lavori, la chiesa venne anche utilizzata impropriamente come posteggio per auto e parte della piazza prospiciente venne occupata da un edificio ad uso alberghiero ancora oggi esistente.
Il 15 novembre 2008, dopo un moderno restauro su progetto degli architetti Pietro Paolo Moretti e Riccarda Cantarelli e dell'ingegner Maurizio Ghillani, la chiesa è stata riaperta al pubblico come "Auditorium del Carmine", donando al Conservatorio un luogo di esibizione diretto ed immediato. L'auditorium non ospita unicamente concerti ma è utilizzato anche per conferenze e per gli esami del biennio di specializzazione del Conservatorio.

## Descrizione

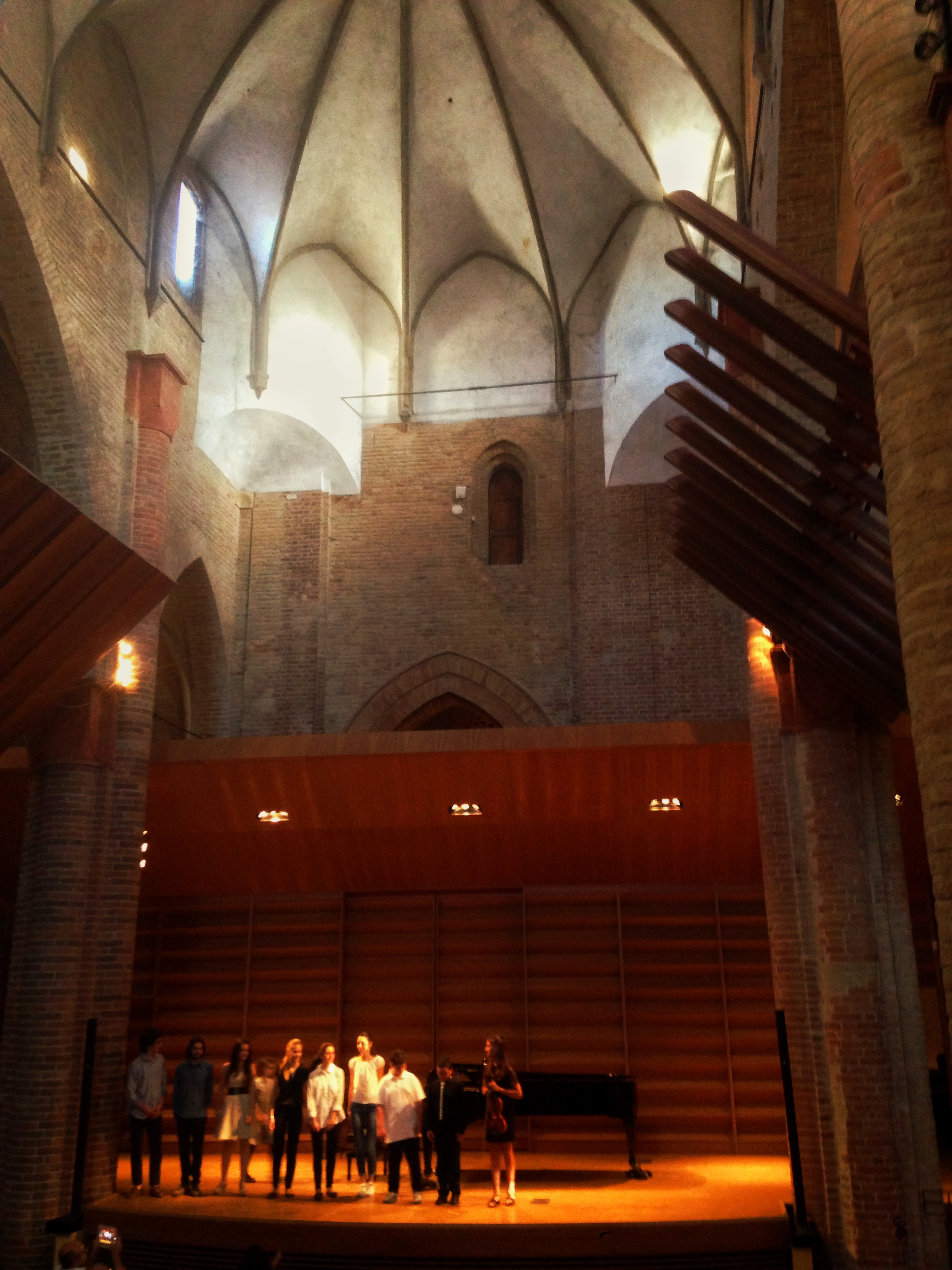
Interno durante un saggio accademico del Conservatorio

La chiesa, come già accennato, si sviluppa internamente a tre navate composte, in origine, da otto campate, ridotte a cinque dopo il crollo del 1913. Le navate sono ripartite da due colonnati con pilastri a fascio gotici, coronati da capitelli stilizzati in pietra rossa. La copertura è costituita unicamente da volte a crociera, con costoloni opportunamente evidenziati. Gli affreschi quattrocenteschi che ricoprivano gli interni sono stati per la maggior parte staccati e trasportati alla Galleria nazionale di Parma: solo alcune piccole porzioni si trovano ancora al loro posto. All'interno, inoltre, si conservavano le spoglie dei pittori Michelangelo Anselmi e Bartolomeo Schedoni, oltre a quelle della celebre soprano Lucrezia Agujari.

Nell'ambito dei restauri per adibire la chiesa ad auditorium, l'architettura interna è stata riprogettata per garantire una maggiore funzionalità, con una ragionata collocazione del palcoscenico e della platea. Il risultato è una capienza di circa trecento posti, con un'acustica molto buona: il riverbero creato dalle volte è inevitabile ma contenuto. Inoltre il nuovo auditorium è stato fornito di un organo tedesco appositamente acquistato.
Sulla cantoria posta a ridosso della controfacciata, si trova l'organo a canne, costruito nel 1982 dalla ditta organaria tedesca Weigle Orgelbau e installato nel 2008. Lo strumento, a trasmissione meccanica, ha tre tastiere di 56 note ciascuna (delle quali la prima priva di registri propri e costantemente unita alle altre due) ed una pedaliera retta di 30; dispone di 30 registri.